# Daniel Swarovski
Daniel Swarovski (Georgenthal bei Gablonz, Regne de Bohèmia, avui República Txeca, 24 d'octubre de 1862- Wattens, Àustria, 1956) fou el creador d'una màquina de tall elèctric de cristalls i — arran d'aquest invent — fundador de la companyia de cristalls Swarovski l'any 1895.
El seu pare era un artesà del vidre tallat i era amo d'una petita fàbrica de vidre. Va ser allà on Swarovski va començar treballant com a aprenent i guanyant experiència i habilitats sobre l'art del vidre tallat. El 1892 va patentar una màquina de tall elèctric que facilitava la producció del vidre.
L'empresa va sorgir amb el finançament d'Armand Kosman i Franz Weis, anomenant-se originalment A. Kosmann, Daniel Swarovski & Co., posteriorment escurçada a K.S. & Co.; actualment Swarovski Ag. Es van establir a Wattens, al Tirol, per gaudir de l'energia hidroelèctrica local necessària per al procés de tall, patentat per Swarovski, d'alt consum energètic.